# Schweizer Alpine Skimeisterschaften 1966
Die Schweizer Alpinen Skimeisterschaften 1966 fanden vom 25. bis 27. Februar am Pizol bei Wangs im Kanton St. Gallen statt.

## Herren

### Abfahrt
| Platz | Name              | Zeit        |
| ----- | ----------------- | ----------- |
| 01    | Josef Minsch      | 1:55,11 min |
| 02    | Hans Peter Rohr   | 1:55,46 min |
| 03    | Peter Rohr        | 1:55,69 min |
| 04    | Willy Favre       | 1:55,86 min |
| 05    | Edmund Bruggmann  | 1:56,47 min |
| 06    | Dumeng Giovanoli  | 1:56,51 min |
| 07    | Kurt Schnider     | 1:56,77 min |
| 08    | Beat Zogg         | 1:57,66 min |
| 09    | Jakob Tischhauser | 1:57,77 min |
| 10    | Alby Pitteloud    | 1:59,05 min |

### Riesenslalom
| Platz | Name              | Zeit        |
| ----- | ----------------- | ----------- |
| 01    | Edmund Bruggmann  | 1:50,49 min |
| 02    | Kurt Schnider     | 1:50,93 min |
| 03    | Jakob Tischhauser | 1:51,27 min |
| 04    | Stefan Kälin      | 1:51,32 min |
| 05    | Dumeng Giovanoli  | 1:51,76 min |
| 06    | Beat Zogg         | 1:51,81 min |
| 07    | Peter Rohr        | 1:52,38 min |
| 08    | Willy Favre       | 1:52,59 min |
| 09    | Alby Pitteloud    | 1:52,70 min |
| 10    | Josef Minsch      | 1:53,29 min |

### Slalom
| Platz | Name                 | Zeit        |
| ----- | -------------------- | ----------- |
| 01    | Edmund Bruggmann     | 1:47,89 min |
| 02    | Stefan Kälin         | 1:50,85 min |
| 03    | Jakob Tischhauser    | 1:51,97 min |
| 04    | Alby Pitteloud       | 1:52,49 min |
| 05    | Peter Rohr           | 1:53,49 min |
| 06    | Jean-Daniel Dätwyler | 1:53,71 min |
| 07    | Kurt Schnider        | 1:54,34 min |
| 08    | Josef Minsch         | 1:55,34 min |
| 09    | Beat Zogg            | 1:55,38 min |
| 10    | Mario Bergamin       | 1:56,48 min |

### Kombination
Die Kombination wurde über eine Punktewertung aus den Ergebnissen von Abfahrt, Riesenslalom und Slalom berechnet.
| Platz | Name              | Punkte   |
| ----- | ----------------- | -------- |
| 01    | Edmund Bruggmann  | 14 219,2 |
| 02    | Jakob Tischhauser | 14 392,8 |
| 03    | Peter Rohr        | 14 410,0 |
| 04    | Stefan Kälin      | 14 419,7 |
| 05    | Kurt Schnider     | 14 422,0 |
| 06    | Josef Minsch      | 14 470,3 |
| 07    | Alby Pitteloud    | 14 480,9 |
| 08    | Beat Zogg         | 14 498,8 |
| 09    | Hans Peter Rohr   | 14 790,6 |
| 10    | Mario Bergamin    | 14 823,7 |

## Damen

### Abfahrt
| Platz | Name                | Zeit        |
| ----- | ------------------- | ----------- |
| 01    | Heidi Obrecht       | 1:31,86 min |
| 02    | Theres Obrecht      | 1:32,01 min |
| 03    | Marie-Paule Fellay  | 1:32,88 min |
| 04    | Ruth Adolf          | 1:33,42 min |
| 05    | Ruth Leuthard       | 1:34,36 min |
| 06    | Josianne Conscience | 1:34,89 min |
| 07    | Maria Duss          | 1:35,09 min |
| 08    | Annerösli Zryd      | 1:35,10 min |
| 09    | Monique Vaudroz     | 1:35,95 min |
| 10    | Rita Hug            | 1:36,20 min |

### Riesenslalom
| Platz | Name                 | Zeit        |
| ----- | -------------------- | ----------- |
| 01    | Theres Obrecht       | 1:31,26 min |
| 02    | Edith Hiltbrand      | 1:32,47 min |
| 03    | Madeleine Wuilloud   | 1:33,32 min |
| 04    | Madeleine Felli      | 1:34,07 min |
| 05    | Ruth Adolf           | 1:35,56 min |
| 06    | Marie-Paule Fellay   | 1:36,54 min |
| 07    | Annerösli Zryd       | 1:36,96 min |
| 08    | Heidi Obrecht        | 1:37,30 min |
| 09    | Micheline Hostettler | 1:37,68 min |
| 10    | Lotti Burgener       | 1:37,89 min |

### Slalom
| Platz | Name               | Zeit        |
| ----- | ------------------ | ----------- |
| 01    | Fernande Bochatay  | 1:32,83 min |
| 02    | Edith Hiltbrand    | 1:34,72 min |
| 03    | Maria Duss         | 1:38,31 min |
| 04    | Ruth Adolf         | 1:38,96 min |
| 05    | Madeleine Felli    | 1:39,27 min |
| 06    | Theres Obrecht     | 1:39,87 min |
| 07    | Marie-Paule Fellay | 1:41,57 min |
| 08    | Bethli Marmet      | 1:42,79 min |
| 09    | Ruth Leuthard      | 1:43,73 min |
| 10    | Vreni Inäbnit      | 1:44,82 min |

### Kombination
Die Kombination wurde über eine Punktewertung aus den Ergebnissen von Abfahrt, Riesenslalom und Slalom berechnet.
| Platz | Name               | Punkte   |
| ----- | ------------------ | -------- |
| 01    | Theres Obrecht     | 12 643,4 |
| 02    | Ruth Adolf         | 12 806,5 |
| 03    | Madeleine Felli    | 12 873,9 |
| 04    | Marie-Paule Fellay | 12 901,6 |
| 05    | Maria Duss         | 12 944,2 |
| 06    | Ruth Leuthard      | 13 068,4 |
| 07    | Bethli Marmet      | 12 121,5 |
| 08    | Annerösli Zryd     | 13 196,9 |
| 09    | Heidi Obrecht      | 13 282,6 |
| 10    | Vreni Inäbnit      | 13 289,3 |